# Donpeacoriet
Het mineraal donpeacoriet is een mangaan-magnesium-inosilicaat met de chemische formule (Mn2+,Mg)MgSi2O6. Het behoort tot de orthopyroxenen.

## Eigenschappen
Het doorzichtige tot doorschijnende geeloranje donpeacoriet heeft een glasglans. De splijting is perfect volgens het kristalvlak [110], donpeacoriet heeft een gemiddelde dichtheid van 3,36 en de hardheid is 5 tot 6. Het kristalstelsel is orthorombisch en het mineraal is niet radioactief.

## Voorkomen
Donpeacoriet is een pyroxeen die voorkomt in gemetamorfoseerde mangaanafzettingen.